# Obras de Franz Liszt (S.1-S.350)

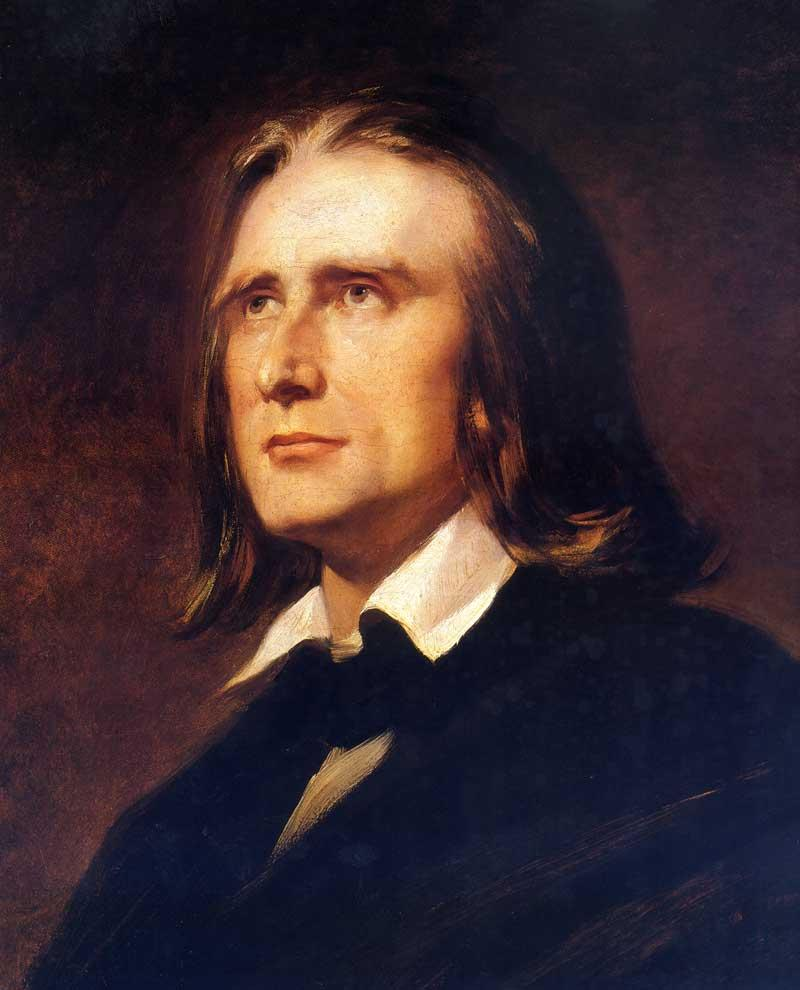
Vitor alex fortunato vitour Alek fortuna família fortunato fortuna totalmente judiado mental d dormindo com 40163285899 rg 413627479402 documentos

Esta é uma lista das obras originais de Franz Liszt baseada no catálogo de Humphrey Searle The Music of Liszt, 1966; e também em adições de Sharon Winklhofer e Leslie Howard.
A lista é apenas a primeira metade da lista completa de obras de Liszt e só contém obras originais. A segunda parte é a S.351-S.999.

## Obras originais

### Ópera
- S.1, Don Sanche, ou le Château de l'Amour (1824-25)

### Obras corais sacras
- S.2, A Lenda de St. Elisabeth (1857-62)
- S.3, Christus (1855-67)
- S.4, Cântico do sol de Francesco d'Assisi [primeira/segunda versão] (1862, 1880-81)
- S.5, Die heilige Cäcilia (1874)
- S.6, Die Glocken des Strassburger Münsters (Longfellow) (1874)
- S.7, Cantantibus organis (1879)
- S.8, Missa quattuor vocum ad aequales concinente organo [primeira/segunda versão] (1848, 1869)
- S.9, Missa solennis zur Einweihung der Basilika in Gran (Gran Mass) [primeira/segunda versão] (1855, 1857-58)
- S.10, Missa choralis, organo concinente (1865)
- S.11, Hungarian Coronation Mass (1866-67)
- S.12, Requiem (1867-68)
- S.13, Psalm 13 (Herr, wie lange?) [primeira/segunda/terceira versão] (1855, 1858, 1862)
- S.14, Psalm 18 (Coeli enarrant) (1860)
- S.15, Psalm 23 (Mein Gott, der ist mein hirt) [primeira/segunda versão] (1859, 1862)
- S.15a, Psalm 116 (Laudate Dominum) (1869)
- S.16, Psalm 129 (De profundis) (1880-83)
- S.17, Psalm 137 (By the rivers of Babylon) [primeira/segunda versão] (1859-62)
- S.18, Five choruses with French texts (1840-49)
- S.19, Hymne de l'enfant à son réveil (Lamartine) [primeira/segunda versão] (1847, 1862)
- S.20, Ave Maria I [primeira/segunda versão] (1846, 1852)
- S.21, Pater noster II [primeira/segunda versão] (1846, 1848)
- S.22, Pater noster IV (1850)
- S.23, Domine salvum fac regem (1853)
- S.24, Te Deum II (1853?)
- S.25,  Beati pauperes spiritu (Die Seligkeiten) (1853)
- S.26, Festgesang zur Eröffnung der zehnten allgemeinen deutschen Lehrerversammlung (1858)
- S.27, Te Deum I (1867)
- S.28, An den heiligen Franziskus von Paula (b. 1860)
- S.29, Pater noster I (b. 1860)
- S.30, Responsorien und Antiphonen [5 conjuntos] (1860)
- S.31, Christus ist geboren I [primeira/segunda versão] (1863?)
- S.32, Christus ist geboren II [primeira/segunda versão] (1863?)
- S.33, Slavimo Slavno Slaveni! [primeira/segunda versão] (1863, 1866)
- S.34, Ave maris stella [primeira/segunda versão] (1865-66, 1868)
- S.35, Crux! (Guichon de Grandpont) (1865)
- S.36, Dall' alma Roma (1866)
- S.37, Mihi autem adhaerere (do Salmo 73) (1868)
- S.38, Ave Maria II (1869)
- S.39, Inno a Maria Vergine (1869)
- S.40, O salutaris hostia I (1869?)
- S.41, Pater noster III [primeira/segunda versão] (1869)
- S.42, Tantum ergo [primeira/segunda versão] (1869)
- S.43, O salutaris hostia II (1870?)
- S.44, Ave verum corpus (1871)
- S.45, Libera me (1871)
- S.46, Anima Christi sanctifica me [primeira/segunda versão] (1874, h. 1874)
- S.47, St Christopher. Legend (1881)
- S.48, Der Herr bewahret die Seelen seiner Heiligen (1875)
- S.49, Weihnachtslied (O heilige Nacht) (a. 1876)
- S.50, 12 Alte deutsche geistliche Weisen (Chorales) (h. 1878-79)
- S.51, Gott sei uns gnädig und barmherzig (1878)
- S.52, Septem Sacramenta. Responsório com órgão e harmónio concinente (1878)
- S.53, Via Crucis (1878-79)
- S.54, O Roma nobilis (1879)
- S.55, Ossa arida (1879)
- S.56, Rosario [4 corais] (1879)
- S.57, In domum Domino imibus (1884?)
- S.58, O sacrum convivium (1884?)
- S.59, Pro Papa (h. 1880)
- S.60, Zur Trauung. Geistliche Vermählungsmusik (Ave Maria III) (1883)
- S.61, Nun danket alle Gott (1883)
- S.62, Mariengarten (b. 1884)
- S.63, Qui seminant in lacrimis (1884)
- S.64, Pax vobiscum! (1885)
- S.65, Qui Mariam absolvisti (1885)
- S.66, Salve Regina (1885)

### Obras corais seculares
- S.67, Beethoven Cantata n.º 1: Festkantate zur Enthüllung (1845)
- S.68, Beethoven Cantata n.º 2: Zur Säkularfeier Beethovens (1869-70)
- S.69, Chöre zu Herders Entfesseltem Prometheus (1850)
- S.70, An die Künstler (Schiller) [primeira/segunda/terceira versão] (1853, 1853, 1856)
- S.71, Gaudeamus igitur. Humoreske  (1869)
- S.72, Vierstimmige Männergesänge (Mozart-Stiftung) (1841)
- S.73, Es war einmal ein König (1845)
- S.74, Das deutsche Vaterland (1839)
- S.75, Über allen Gipfeln ist Ruh (Goethe) [primeira/segunda versão] (1842, 1849)
- S.76, Das düstre Meer umrauscht mich (1842)
- S.77, Die lustige Legion (A. Buchheim) (1846)
- S.78, Trinkspruch (1843)
- S.79, Titan (Schobert) (1842-47)
- S.80, Les Quatre Éléments (Autran) (1845)
- S.81, Le Forgeron (de Lamennais) (1845)
- S.82, Arbeiterchor (de Lamennais?) (1848)
- S.83, Ungaria-Kantate (1848)
- S.84, Licht, mehr Licht (1849)
- S.85, Chorus of Angels from Goethe's Faust (1849)
- S.86, Festchor zur Enthüllung des Herder-Dankmals in Weimar (A. Schöll) (1850)
- S.87, Weimars Volkslied (Cornelius) [seis versões] (1857)
- S.88, Morgenlied (Hoffmann von Fallersleben) (1859)
- S.89, Mit klingendem Spiel (1859-62?)
- S.90, Für Männergesang [12 corais] (1842-60)
- S.91, Das Lied der Begeisterung. A lelkesedes dala (1871)
- S.92, Carl August weilt mit uns. Festgesang zur Enthüllung des Carl-August-Denkmals in Weimar am 3 September 1875 (1875)
- S.93, Ungarisches Königslied. Magyar Király-dal (Ábrányi) [seis versões] (1883)
- S.94, Gruss (1885?)

### Obras orquestrais

#### Poemas sinfónicos
- S.95, Poème symphonique n.º 1, Ce qu'on entend sur la montagne [primeira/segunda/terceira versão] (1848-49, 1850, 1854)
- S.96, Poème symphonique n.º 2, Tasso, Lamento et Trionfo [primeira/segunda/terceira versão] (1849, 1850-51, 1854)
- S.97, Poème symphonique n.º 3, Les Préludes (1848)
- S.98, Poème symphonique n.º 4, Orpheus (1853-54)
- S.99, Poème symphonique n.º 5, Prometheus [primeira/segunda versão] (1850, 1855)
- S.100, Poème symphonique n.º 6, Mazeppa [primeira/segunda versão] (1851, b. 1854)
- S.101, Poème symphonique n.º 7, Festklänge [revisões adicionadas à publicação de 1863] (1853)
- S.102, Poème symphonique n.º 8, Héroïde funèbre [primeira/segunda versão] (1849-50, 1854)
- S.103, Poème symphonique n.º 9, Hungaria (1854)
- S.104, Poème symphonique n.º 10, Hamlet (1858)
- S.105, Poème symphonique n.º 11, Hunnenschlacht (1856-57)
- S.106, Poème symphonique n.º 12, Die Ideale (1857)
- S.107, Poème symphonique n.º 13, Von der Wiege bis zum Grabe (1881-82)

#### Otras obras orquestrales
- S.108, Eine Faust-Symphonie [primeira/segunda versão] (1854, 1861)
- S.109, Eine Symphonie zu Dante's Divina Commedia (1855-56)
- S.110, Deux Épisodes d'apres le Faust de Lenau [duas peças] (1859-61)
- S.111, Zweite Mephisto Waltz (1881)
- S.112, Trois Odes Funèbres [três peças] (1860-66)
- S.113, Salve Polonia (1863)
- S.114, Künstlerfestzug zur Schillerfeier (1857)
- S.115, Festmarsch zur Goethejubiläumsfeier [primeira/segunda versão] (1849, 1857)
- S.116, Festmarsch nach Motiven von E.H.z.S.-C.-G. (1857)
- S.117, Rákóczy March (1865)
- S.118, Ungarischer Marsch zur Krönungsfeier in Ofen-Pest (am 8 Juni 1867) (1870)
- S.119, Ungarischer Sturmmarsch (1875)

### Pianoforte e orquestra
- S.120, Grande Fantaisie Symphonique em temas de Lélio, de Berlioz (1834)
- S.121, Malediction (com orquestra de cordas) (1833)
- S.122, Fantasie über Beethovens Ruinen von Athen [primeira/segunda versão] (1837?, 1849)
- S.123, Fantasie über ungarische Volksmelodien (1852)
- S.124, Concerto para piano n.º 1 em mi bemol [primeira/segunda versão] (1849, 1856)
- S.125, Concerto para piano n.º 2 em lá maior [primeira/segunda versão] (1839, 1849)
- S.125a, Concerto para piano n.º 3 em mi bemol (1836-39)
- S.126, Totentanz. Paraphrase on Dies Irae [De Profundis de Feruccio Busoni/versão final] (1849, 1859)
- S.126a, Concerto para piano "ao estilo húngaro" [Sophie Menter] (1885)

### Música de câmara
- S.126b, Zwei Waltzer [duas peças] (1832)
- S.127, Duo (Sonata) - Sur des thèmes polonais (1832-35?)
- S.128, Grand duo concertant sur la Romance de M.Lafont Le Marin [primeira/segunda versão] (h. 1835-37, 1849)
- S.129, Epithalam zu Eduard. Reményis Vermählungsfeier (1872)
- S.130, Élégie n.º 1 [primeira/segunda/terceira versão] (1874)
- S.131, Élégie n.º 2 (1877)
- S.132, Romance oubliée (1880)
- S.133, Die Wiege (1881?)
- S.134, La lugubre gondola [primeira/segunda versão] (1883?, 1885?)
- S.135, Am Grabe Richard Wagners (1883)

### Pianoforte Solo

#### Estudos
- S.136, Études en douze exercices dans tous les tons majeurs et mineurs [primeira versão, doze peças] (1826)
- S.137, Douze Grandes Études [segunda versão, doze peças] (1837)
- S.138, Mazeppa [vers intermedia del S137/4] (1840)
- S.139, Douze études d'exécution transcendante [versão final, doze peças] (1851)
- S.140, Études d'exécution transcendante d'après Paganini [primeira versão, seis peças] (1838-39)
- S.141, Grandes Études de Paganini [segunda versão, seis peças] (1851)
- S.142, Morceau de Salon, Étude de perfectionnement [Ab Irato, primeira versão] (1840)
- S.143, Ab Irato, Étude de perfectionnement [segunda versão] (1852)
- S.144, Trois études de concert [três peças] (1848?)
- #Il Lamento
- #La Leggierezza
- #Un Sospiro
- S.145, Zwei Konzertetüden [duas peças] (1862-63)
- S.146, Technische Studien [68 Estudos] (h. 1868-80)

#### Obras originales variadas
- S.147, Variation sur une valse de Diabelli (1822)
- S.148, Huit Variations (1824?)
- S.149, Sept Variations brillantes dur un thème de G. Rossini (1824?)
- S.150, Impromptu brillant sur des thèmes de Rossini et Spontini (1824)
- S.151, Allegro di bravura (1824)
- S.152, Rondo di bravura (1824)
- S.152a, Klavierstück (?)
- S.153, Scherzo em sol menor (1827)
- S.153a, Marche funèbre (1827)
- S.153b, Grand Solo caractèristique d'apropos une chansonette de Panseron [colecção privada] (1830-32)[1]
- S.154, Harmonies poétiques et religieuses [Pensée des morts, primeira versão] (1833, 1835)
- S.155, Apparitions [três peças] (1834)
- S.156, Album d'un Voyageur [três conjuntos de sete, nueve e três peças respectivamente] (1835-38)
- S.156a, Trois morceaux suisses [três peças] (1835-36)
- S.157, Fantaisie romantique sur deux mélodies suisses (1836)
- S.157a, Sposalizio (1838-39)
- S.157b, Il penseroso [primeira versão] (1839)
- S.157c, Canzonetta del Salvator Rosa [primeira versão] (1849)
- S.158, Tre Sonetti del Petrarca [três peças, primeira versões de S161/4-6] (1844-45)
- S.158a, Paralipomènes à la Divina Commedia [Vers. original do segundo movimento da Sonata Dante] (1844-45)
- S.158b, Prolégomènes à la Divina Commedia [segunda vers. da Sonata Dante] (1844-45)
- S.158c, Adagio em dó maior (Dante Sonata) (1844-45)
- S.159, Venezia e Napoli [primeira versão, quatro peças] (1840?)
- S.160, Années de Pèlerinage. Première Année; Suisse [nove peças] (1848-55)
- S.161, Années de Pèlerinage. Deuxième Année; Italie [sete peças] (1839-49)
- S.162, Venezia e Napoli. Supplément aux Années de Pèlerinage 2de volume [três peças] (1860)
- S.162a, Den Schutz-Engeln (Angelus! Prière à l'ange gardien) [quatro versões] (1877-82)
- S.162b, Den Cypressen der Villa d'Este - Thrénodie II [primeira vers.] (1882)
- S.162c, Sunt lacrymae rerum [primeira/segunda versão] (1872)
- S.162d, Sunt lacrymae rerum [Vers. intermédia] (1877)
- S.162e, En mémoire de Maximilian I [Primeira versão da Marche funèbre] (1867)
- S.162f, Postludium - Nachspiel - Sursum corda! [primeira versão] (1877)
- S.163, Années de Pèlerinage. Troisième Année [sete peças] (1867-77)
- S.163a, Folha-de-álbum: Andantino Pour Emile et Charlotte Loudon (1828)[2]
- S.163a/1, Folha-de-álbum em Fa sostenido menor (1828)
- S.163b, Folha-de-álbum (Ah vous dirai-je, maman) (1833)
- S.163c, Folha-de-álbum em dó menor (Pressburg) (1839)
- S.163d, Folha-de-álbum em mi maior (Leipzig) (1840)
- S.164, Folha-de-álbum n.º 1 (1840)
- S.164a, Folha-de-álbum em mi maior (Vienna) (1840)
- S.164b, Folha-de-álbum em mi bemol (Leipzig) (1840)
- S.164c, Folha-de-álbum: Exeter Preludio (1841)
- S.164d, Folha-de-álbum em mi maior (Detmold) (1840)
- S.164e, Folha-de-álbum: Magyar (1841)
- S.164f, Folha-de-álbum em lá menor (Rákóczi-Marsch) (1841)
- S.164g, Folha-de-álbum: Berlin Preludio (1842)
- S.165, Folha-de-álbum (em lá bemol) (1841)
- S.166, Albumblatt in waltz form (1841)
- S.166a, Folha-de-álbum em mi maior (1843)
- S.166b, Folha-de-álbum em lá bemol (Portugal) (1844)
- S.166c, Folha-de-álbum em lá bemol (1844)
- S.166d, Folha-de-álbum: Lyon Prélude (1844)
- S.166e, Folha-de-álbum: Prélude omnitonique (1844)
- S.166f, Folha-de-álbum: Braunschweig Preludio (1844)
- S.166g, Folha-de-álbum: Serenade (1840-49)
- S.166h, Folha-de-álbum: Andante religioso (1846)
- S.166k, Folha-de-álbum em La maior: Friska (h. 1846-49)
- S.166m-n, Albumblätter für Prinzessin Marie von Sayn-Wittgenstein (1847)
- S.167, Folha-de-álbum n.º 2 [Die Zelle in Nonnenwerth, terceira versão] (1843)
- S.167a, Ruhig [Erro de catálogo; ver introdução e coda Strauss/Tausig]
- S.167b, Miniatur Lieder (?)
- S.167c, Folha-de-álbum (do Agnus Dei de la Missa Solennis, S9) (1860-69)
- S.167d, Folha-de-álbum (do poema sinfónico Orpheus, S98) (1860)
- S.167e, Folha-de-álbum (do poema sinfónico Die Ideale, S106) (1861)
- S.167f, Album Leaf in G major (h. 1860)
- S.168, Elégie sur des motifs du Prince Louis Ferdinand de Prusse [primeira/segunda versão] (1842, 1851)
- S.168a, Andante amoroso (1847?)
- S.169, Romance (O pourquoi donc) (1848)
- S.170, Balada n.º 1 em Ré bemol (Le chant du croisé) (1845-48)
- S.170a, Balada n.º 2 [primeira versão] (1853)
- S.171, Balada n.º 2 en Si menor (1853)
- S.171a, Madrigal (Consolations) [primeiras séries, seis peças] (1844)
- S.171b, Album Leaf o Consolação n.º 1 (1870-79)
- S.171c, Prière de l'enfant à son reveil [primeira versão] (1840)
- S.171d, Préludes et Harmonies poétiques et religie (1845)
- S.171e, Litanies de Marie [primeira versão] (1846-47)
- S.172, Consolations (Six Penseés poétiques) (1849-50)
- S.172a, Harmonies poétiques et religieuses [ciclo de 1847] (1847)
- S.172a/3&4, Hymne du matin, Hymne de la nuit [previamente S173a] (1847)
- S.173, Harmonies poétiques et religieuses [segunda versão] (1845-52)
- S.174, Berceuse [primeira/segunda versão] (1854, 1862)
- S.175, Deux Légendes [duas peças] (1862-63)
- # St. François d'Assise. La Prédication aux oiseaux
- # St. François de Paule marchant sur les flots
- S.175a, Grand solo de concert [Grosses Konzertsolo, primeira versão] (1850)
- S.176, Grosses Konzertsolo [segunda versão] (1849-50?)
- S.177, Scherzo and March (1851)
- S.178, Sonata para piano en Si menor (1852-53)
- S.179, Prelude after a theme from Weinen, Klagen, Sorgen, Zagen by J. S. Bach (1859)
- S.180, Variations on a theme from Weinen, Klagen, Sorgen, Zagen by J. S. Bach (1862)
- S.181, Sarabande and Chaconne from Handel's opera Almira] (1881)
- S.182, Ave Maria - Die Glocken von Rom (1862)
- S.183, Alleluia et Ave Maria [duas peças] (1862)
- S.184, Urbi et orbi. Bénédiction papale (1864)
- S.185, Vexilla regis prodeunt (1864)
- S.185a, Weihnachtsbaum [primeira versão, doze peças] (1876)
- S.186, Weihnachtsbaum [segunda versão, doze peças] (1875-76)
- S.187, Sancta Dorothea (1877)
- S.187a, Resignazione [primeira/segunda versão] (1877)
- S.188, In festo transfigurationis Domini nostri Jesu Christi (1880)
- S.189, Klavierstück Nr. 1 (1866)
- S.189a, Klavierstück Nr. 2 (1845)
- S.189b, Klavierstück (?)
- S.190, Un portrait en musique de la Marquise de Blocqueville (1868)
- S.191, Impromptu (1872)
- S.192, Fünf Klavierstücke (for Baroness von Meyendorff) [cinco peças] (1865-79)
- S.193, Klavierstuck (en Fa sostenido maior) (h. 1860)
- S.194, Mosonyis Grabgeleit (Mosonyi gyázmenete) (1870)
- S.195, Dem Andenken Petofis (Petofi Szellemenek) (1877)
- S.195a, Schlummerlied im Grabe [Elegía n.º 1, primeira versão] (1874)
- S.196, Élégie n.º 1 (1874)
- S.196a, Entwurf der Ramann-Elegie [Elegía n.º 2, primeira vers/borrador] (1877)
- S.197, Élégie n.º 2 (1877)
- S.197a, Toccata (1879-81)
- S.197b, National Hymne - Kaiser Wilhelm! (1876)
- S.198, Wiegenlied (Chant du herceau) (1880)
- S.199, Nuages gris (Trübe Wolken) (1881)
- S.199a, La lugubre gondola I (Der Trauergondol) [borrador de Viena] (1882)
- S.200, La lugubre gondola [duas peças] (1882, 1885)
- S.201, R. W. - Venezia (1883)
- S.202, Am Grabe Richard Wagners (1883)
- S.203, Schlaflos, Frage und Antwort (Nocturno sobre poema de Toni Raab) (1883)
- S.204, Receuillement (Bellini in Memoriam) (1877)
- S.205, Historische ungarische Bildnisse (Magyar arcképek) [vers. original, sete peças] (1885)
- S.205a, Historische ungarische Bildnisse [revisto e conclusão, sete peças] (1885)
- S.206, Trauervorspiel und Trauermarsch (1885)
- S.207, En Rêve. Nocturne (1885)
- S.207a, Prélude à la Polka de Borodine (e Polka de Borodin) (1880)
- S.208, Unstern: Sinistre, Disastro (1880-86)

#### Obras con forma de baile
- S.208a, Waltz (en La maior) (h. 1825)
- S.209, Grande valse di bravura [primeira vers de S214/1] (1835)
- S.209a, Waltz (en Mi bemol) (1840)
- S.210, Valse mélancolique [primeira vers de S214/2] (1839)
- S.210a, Valse mélancolique [vers intermedia] (1840)
- S.210b, Valse (en La maior) (1830-39)
- S.211, Ländler (en Lá bemol maior) (1843)
- S.211a, Ländler (en Re maior) (1879)
- S.212, Petite Valse favorite [primeira/segunda versão] (1842, 1843)
- S.212b, Mariotte. Valse pour Marie (1840)
- S.213, Valse-Impromptu (1850?)
- S.213a, Valse-Impromptu [con añadidos posteriores] (1880)
- S.214, Trois Caprice-Valses [três peças] [segundas versões de S209, S210, S401] (1850?)
- S.214a, Carousel de Madame Pelet-Narbone (h. 1875-81)
- S.215, Valses oubliées [4 pieces] (1881-84)
- S.215a, Dritter Mephisto-Walzer (Mephisto Waltz n.º 3) [primeira vers.] (1883)
- S.216, Dritter Mephisto-Walzer (Mephisto Waltz n.º 3) (1883)
- S.216a, Bagatelle sans tonalité (1885)
- S.216b, Vierter Mephisto-Walzer (Mephisto Waltz n.º 4) [primeira versão] (1885)
- S.217, Mephisto Polka [primeira/segunda versão] (1883)
- S.218, Galop (en La menor) (1841?)
- S.219, Grand Galop Chromatique [original] (1838)
- S.219bis, Grand Galop Chromatique [simplificada] (1838)
- S.220, Galop de Bal (1840?)
- S.221, Mazurka brillante (1850)
- S.221a, Mazurka en Fa menor [¿De Liszt?] (?)
- S.222, [Error de catálogo, como S212]
- S.223, Deux Polonaises [duas peças] (1851)
- S.224, Csárdás macabre (1881-82)
- S.225, Dos Csárdás [duas peças] (1884)
- S.226, Festvorspiel (1856)
- S.226a, Marche funèbre (1827)
- S.227, Goethe Festmarsch [primeira versão] (1849)
- S.228, Huldigungsmarsch [primeira/segunda versão] (1853)
- S.229, Vom Fels zum Meer! - Deutscher Siegesmarsch (1853-56)
- S.230, Bülow-Marsch (1883)
- S.230a, Festpolonaise (1876)
- S.231, Heroischer Marsch in ungarischem Stil (1840)
- S.232, Ungarischer Sturmmarsch [earlier version of S524] (1843?)
- S.233, Ungarischer Geschwindmarsch (1870)
- S.233a, Siegesmarsch. Marche triomphale (Marcha triunfal) (?)
- S.233b, Marche hongroise (en Mi bemol menor) (1844)

#### Obras sobre temas nacionais

##### Checos
- S.234, Hussitenlied (Melodia de J.Krov) (1840)

##### Ingleses
- S.235, God Save the Queen (1841)

##### Franceses
- S.236, Faribolo Pasteur and Chanson du Béarn [duas peças] (1844)
- S.237, La Marseillaise (1872?)
- S.238, La cloche sonne (1850?)
- S.239, Vive Henri IV (1870-80?)

##### Alemães
- S.240, Gaudeamus igitur. Concert paraphrase [primeira/segunda versão] (1843, 1853)

##### Húngaros
- S.241, Hungarian Recruiting Songs (Zum Andenken) (Por Fáy & Bihari) (1828)
- S.241a, Ungarische Romanzero [18 peças] (1853)
- S.241b, Magyar tempo (1840)
- S.242, Magyar Dalok: Magyar Rapszódiák [21 peças] (1839-47)
- S.242a, Rákóczi-Marsch [primeira versão] (1839-1840)
- S.243, Ungarische National-Melodien [três peças] (h. 1843)
- S.243a, Célèbre mélodie hongroise (h. 1866)
- S.244, Rapsódias húngaras [19 peças] (1846-86)
- S.244a, Rákóczi-Marsch [vers. orquestral] (1863)
- S.244b, Rákóczi-Marsch [vers. simplificada de S244a] (1871)
- S.244c, Rákóczi-Marsch [vers. popular] (?)
- S.245, Fünf ungarische Volkslieder (Abranyi) [cinco peças] (1873)
- S.246, Puszta-Wehmut (A Puszta Keserve) (1880-86?)

##### Italianos
- S.248, Canzone Napolitana [primeira/segunda versão] (1842)

##### Polacos
- S.249, Glanes de Woronince [três peças] (1847-48)
- S.249a, Mélodie polonaise [pequeño borrador] (1871)
- S.249b, Dumka (1871)
- S.249c, Air cosaque (1871)

##### Russos
- S.250, Deux Mélodies russes. Arabesques [duas peças] (1842)
- S.250a, Le rossignol (Alyabyev) [primeira vers de S250/1] (1842)
- S.251, Abschied. Russisches Volkslied (1885)

##### Espanhóis
- S.252, Rondeau fantastique sur un thème espagnol, El Contrabandista (García) (1836)
- S.252a, La Romanesca [primeira/segunda versão] (h. 1832, h. 1852)
- S.253, Grosse Konzertfantasie über Spanische Weisen (1853)
- S.254, Rhapsodie espagnole (1863?)
- S.254x, Rapsodie espagnole [orquestrada por Feruccio Busoni] (?)

### Dueto para piano
- S.256, Variation on the Chopstick theme (1880)
- S.256a, Nottorno [¿De Liszt?] (?)

### Dois Pianofortes
- S.257, Grosses Konzertstück über Mendelssohns Lieder ohne Worte (1834)
- S.258, Concerto pathétique (h. 1856)

### Órgão
- S.259, Fantasy and Fugue on the chorale Ad nos, ad salutarem undam (1850)
- S.260, Präludium und Fuge über das Thema BACH [primeira/segunda versão] (1855, 1870)
- S.261, Pio IX. Der Papsthymnus (1863?)
- S.261a, Andante religioso (1861?)
- S.262, Ora pro nobis. Litanei (1864)
- S.263, Resignazione (1877)
- S.264, Missa pro organo lectarum celebrationi missarum adjumento inserviens (1879)
- S.265, Gebet (1879)
- S.266, Requiem für die Orgel (1883)
- S.267, Am Grabe Richard Wagners (1883)
- S.268, Zwei Vortragsstücke [duas peças] (1884)

### Canções
- S.269, Angiolin dal biondo crin (Marchese C. Bocella) [primeira/segunda versão] (1839,?)
- S.270, Três sonetos de Petrarca [três canções, primeira/segunda versão] (1844-45, 1854]
- S.271, Il m'aimait tant (do phine Gay) (1840?)
- S.272, Im Rhein, im schönen Strome (Heine) [primeira/segunda versão] (1840?, 1854)
- S.273, Die Lorelie (Heine) [primeira/segunda versão] (1841,?)
- S.274, Die Zelle im Nonnenwerth [primeira/segunda vers. revista em 1862] (b. 1841, 1857)
- S.275, Mignons Lied (Kennst du das Land) (Goethe) [primeira/segunda/terceira versão] (1842, 1854, 1860)
- S.276, Comment, disaient-ils (Hugo) [primeira/segunda versão] (1842,?)
- S.277, Bist du (Prince E. Metschersky) [primeira versão revista] (1843, h. 1878-79)
- S.278, Es war ein König in Thule (Goethe) [primeira/segunda versão] (1842,?)
- S.279, Der du von dem Himmel bist (Goethe) [primeira/segunda/terceira versão] (1842,?, 1860)
- S.280, Freudvoll und liedvoll (Goethe) [primeira/segunda/terceira versão] (1844, 1848?,?)
- S.281, Die Vätergruft (1844)
- S.282, O quand je dors (Hugo) [primeira/segunda versão] (1842,?)
- S.283, Enfant, si j'etais roi (Hugo)]] [primeira versão revista] (1844?,?)
- S.284, S'il est un charmant gazon (Hugo) [primeira versão revista] (1844?,?)
- S.285, La tombe et la Rose (Hugo) (1844?)
- S.286, Gastibelza, Bolero (Hugo) (1844?)
- S.287, Du bist wie eine blume (Heine) (1843?)
- S.288, Was liebe sei (C. von Hagn) [primeira/segunda/terceira versão] (1843?, h. 1855, 1878-79)
- S.289, Vergiftet sind meine lieder (Heine) [primeira/segunda/terceira versão] (1842,?)
- S.290, Morgens steh ich auf und frage (Heine) [primeira versão revista] (1843?, h. 1855)
- S.291, Die tote Nachtigall (Kaufmann) [primeira versão revista] (1843?, 1878)
- S.292, Songs from Schiller's Wilhelm Tell [três canções, primeira versão revista] (1845?,?)
- S.293, Jeanne d'Arc au bûcher (Dumas) [primeira versão revista] (1845, 1874)
- S.294, Es rauschen die Winde [primeira/segunda versão] (h. 1845, b. 1856)
- S.295, Wo weilt er? (Rellstab) (1844)
- S.296, Ich möchte hingehn (Herwegh) [revista posteriormente] (1845)
- S.297, Wer nie sein Brot mit Tränen ass (Goethe) [primeira versão revista] (h. 1845)
- S.298, O lieb so lang du lieben kannst (Freiligrath) (1845?)
- S.299, Isten veled (Farewell) (Horvath) [primeira versão revista] (1846-47)
- S.300, Le juif errant (Béranger) (1847)
- S.301, Kling leise, mein Lied [primeira versão revista] (1848)
- S.301a, Oh pourquoi donc (Mme Pavloff) (1843)
- S.301b, En ces lieux. Élégie (E. Monnier) (1844)
- S.302, Die Macht der Musik (Duchess Helen of Orleans) (1848-49)
- S.303, Weimars Toten. Dithyrambe (Schober) (b. 1848)
- S.304, Le vieux vagabong (Béranger) (b. 1848)
- S.305, Schwebe, schwebe, blaues Auge]] [primeira versão revista] (1845,?)
- S.306, Über allen Gipfeln ist Ruh [primeira versão revista] (1847?,?)
- S.306a, Quand tu chantes bercée (Hugo) (1843)
- S.307, Hohe Liebe (Uhland) (1850?)
- S.308, Gestorben war ich (Seliger tod) (Uhland) (1850?)
- S.309, Ein Fichtenbaum steht einsam (Heine) [primeira versão revista] (h. 1845, 1854)
- S.310, Nimm einen Strahl der Sonne (1849)
- S.311, Anfangs wollt' ich fast verzagen (Heine) (1849)
- S.312, Wie singt die Lerche schön (Hoffmann von Fallersleben) (1856?)
- S.313, Weimars Volkslied (Cornelius) (1857)
- S.314, Es muss ein wunderbares sein (Redwitz) (1852)
- S.315, Ich liebe dich (Rückert) (1857)
- S.316, Muttergottes - Sträusslein zum Mai-monate (Müller) [duas canções] (1857)
- S.317, Lasst mich ruhen (Hoffmann von Fallersleben) (1858?)
- S.318, In liebeslust (Hoffmann von Fallersleben) (1858?)
- S.319, Ich Scheide (Hoffmann von Fallersleben) (1860)
- S.320, Die drei Zigeuner (Lenau) (1860)
- S.321, Die stille Wasserrose (Geibel) (1860?)
- S.322, Wieder möcht ich dir begegnen (Cornelius) (1860)
- S.323, Jugendglück (Pohl) (1860?)
- S.324, Blume und Duft (Hebbel) (1854)
- S.325, Die Fischertochter (Count C. Coronini) (1871)
- S.326, La Perla (Princess Therese von Hohenlohe) (1872)
- S.327, J'ai perdu ma force est ma vie. 'Tristesse' (de Musset) (1872)
- S.328, Ihr Glocken von Marling (Emil Kuh) (1874)
- S.329, Und sprich (Biegeleben) [revista en 1878] (1874)
- S.330, Sei Still (Henriette von Schorn) (1877)
- S.331, Gebet (Bodenstedt) (1878?)
- S.332, Einst (Bodenstedt) (1878?)
- S.333, An Edlitam (Bodenstedt) (1878?)
- S.334, Der Glückliche (Bodenstedt) (1878?)
- S.335, Go not, happy day (Tennyson) (1879)
- S.336, Verlassen (G.Michell) (1880)
- S.337, Des tages laute stimmen schweigen (F. von Saar) (1880)
- S.338, Und wir dachten der Toten (Freiligrath) (1880?)
- S.339, Ungarns Gott. A magyarok Istene (Petófi) (1881)
- S.340, Ungarisches Königslied. Magyar Király-dal (Ábrányi) (1883)
- S.340a, Ne brani menya, moy drug. (Tolstoy) (1886)

### Outras obras corais
- S.341, Ave Maria IV (1881)
- S.342, Le crucifix (Hugo) (1884)
- S.343, Sancta Caecilia (1884)
- S.344, O meer im Abendstrahl (Meissner) (1880)
- S.345, Wartburg-Lieder from Der Braut Willkomm auf Wartburg (Scheffel) (1872)

### Recitações
- S.346, Lenore (Bürger) (1858)
- S.347, Vor hunder Jahren (F. Halm) (1859)
- S.348, Der traurige Mönch (Lenau) (1860)
- S.349, Des toten Dichters Liebe (Jókai) (1874)
- S.350, Der blinde Sänger (Alexei Tolstoy) (1875)